# Microsoft Office 98 Macintosh Edition
Microsoft Office 98 Macintosh Edition – pakiet biurowy dla systemu Mac OS. W tej wersji wprowadzono Internet Explorer 4.0 i Outlook Express, klienta e-mail i czytnika grup dyskusyjnych. Office 98 został przebudowany przez wydział Microsoftu "Macintosh Business Unit", aby lepiej dostosować tę wersję do systemu Mac OS. Był też pierwszą wersją, w której zaimplementowano obsługę filmów QuickTime.

## Zawartość
Ta wersja zawierała następujące programy:
- Microsoft PowerPoint 98
- Microsoft Word 98
- Microsoft Excel 98
- Outlook Express 4.0
- Internet Explorer 4.0

Ponadto była specjalna wersja o nazwie: Microsoft Office 98 Macintosh Gold Edition. Zawierała ona dodatkowo programy:
- Microsoft FrontPage 1.0 for Macintosh
- Microsoft Bookshelf 98
- Microsoft Encarta 98 Macintosh Deluxe Edition